# Таллула (Іллінойс)
Таллула (англ. Tallula) — селище (англ. village) в США, в окрузі Менард штату Іллінойс. Населення — 434 особи (2020).

## Географія
Таллула розташована за координатами 39°56′45″ пн. ш. 89°56′12″ зх. д. / 39.94583° пн. ш. 89.93667° зх. д. (39.945724, -89.936612).  За даними Бюро перепису населення США в 2010 році селище мало площу 1,38 км², уся площа — суходіл.

## Демографія
Згідно з переписом 2010 року, у селищі мешкало 488 осіб у 203 домогосподарствах у складі 136 родин. Густота населення становила 355 осіб/км².  Було 236 помешкань (171/км²).
Расовий склад населення:
| - 98,4 % — білих - 1,0 % — чорних або афроамериканців - 0,2 % — корінних американців |

До двох чи більше рас належало 0,4 %. Частка іспаномовних становила 0,0 % від усіх жителів.
За віковим діапазоном населення розподілялося таким чином: 21,9 % — особи молодші 18 років, 61,1 % — особи у віці 18—64 років, 17,0 % — особи у віці 65 років та старші. Медіана віку мешканця становила 41,7 року. На 100 осіб жіночої статі у селищі припадало 100,8 чоловіків;  на 100 жінок у віці від 18 років та старших — 93,4 чоловіків також старших 18 років.
Середній дохід на одне домашнє господарство  становив 56 156 доларів США (медіана — 58 333), а середній дохід на одну сім'ю — 65 592 долари (медіана — 62 059). За межею бідності перебувало 12,6 % осіб, у тому числі 18,6 % дітей у віці до 18 років та 24,5 % осіб у віці 65 років та старших.
Цивільне працевлаштоване населення становило 195 осіб. Основні галузі зайнятості: освіта, охорона здоров'я та соціальна допомога — 27,2 %, виробництво — 17,9 %, публічна адміністрація — 13,3 %, роздрібна торгівля — 9,7 %.